# 虎之门Hills站
虎之門山站（日语：／ Toranomon Hiruzu eki */?，又譯作虎之門之丘站）是位於日本東京都港區虎之門一丁目，東京地下鐵日比谷線所屬的鐵路車站。車站編號為H 06，已於2020年6月6日啟用，車站全體工程已於2023年7月完工。本站由虎之門之丘地產開發商森大廈請求設立之請願車站，由森大廈負擔多數建設費用。

## 概要
車站建設計畫作為「東京都国家戰略特区」的一環，最初於2014年10月14日提出，計劃展開時曾暫名「虎之門新站」。該站設於日比谷線神谷町站與霞關站之間，國道1號（櫻田通）和環狀2號線相交處，總建設成本約為170億日圓。透過約435（0.270英里）的通路（徒歩約 7 分）與銀座線虎之門站連接，提供站內相互轉乘。隨著虎之門Hills站的啟用，該站至北千住站之間的車站也因此重新編號。

## 歷史
- 2014年（平成26年）10月14日：都市再生機構與東京地下鐵公佈虎之門地區建設日比谷線新站[7]。
- 2016年（平成28年）2月8日：此站工程開工[8]。
- 2018年（平成30年）12月5日：站名定為「虎之門Hills站」[9]。
- 2020年（令和2年）6月6日：局部開業[10][11][12]。與銀座線虎之門站開始轉乘業務[11][13]。
- 2023年（令和5年）7月15日：伴隨虎之門之丘車站大廈及虎之門之丘建築群的全體完工，車站闸机移動至地下二樓，原臨時出入口A1、A2永久關閉，同時新設A1a、A1b、A2a、A2b出入口啓用[14]。

## 車站構造
2面2線對向式月台的地下車站。月台設於地下1樓，全長147公尺，開業後持續興建的車站大廳設於地下二樓。
車站于2020年建成後閘機一度暫設於地下1樓，閘內外的上下行月台之間未設聯絡通道，一旦需要前往對面月台必須出閘
。2023年7月地下2樓大廳完工後，閘機移設至地下2樓，原在車站設置的臨時閘口和出入口均已廢除。。1號月台前往虎之門之丘森大廈的閘口外設置了通往銀座線虎之門站與東京BRT巴士總站約440公尺的地下聯絡通道。

### 月台配置
| 月台 | 路線     | 目的地                         |
| ---- | -------- | ------------------------------ |
| 1    | 日比谷線 | 六本木、惠比壽、中目黑方向     |
| 2    | 日比谷線 | 銀座、上野、北千住、南栗橋方向 |

（來源：東京地下鐵:構內圖 （页面存档备份，存于））

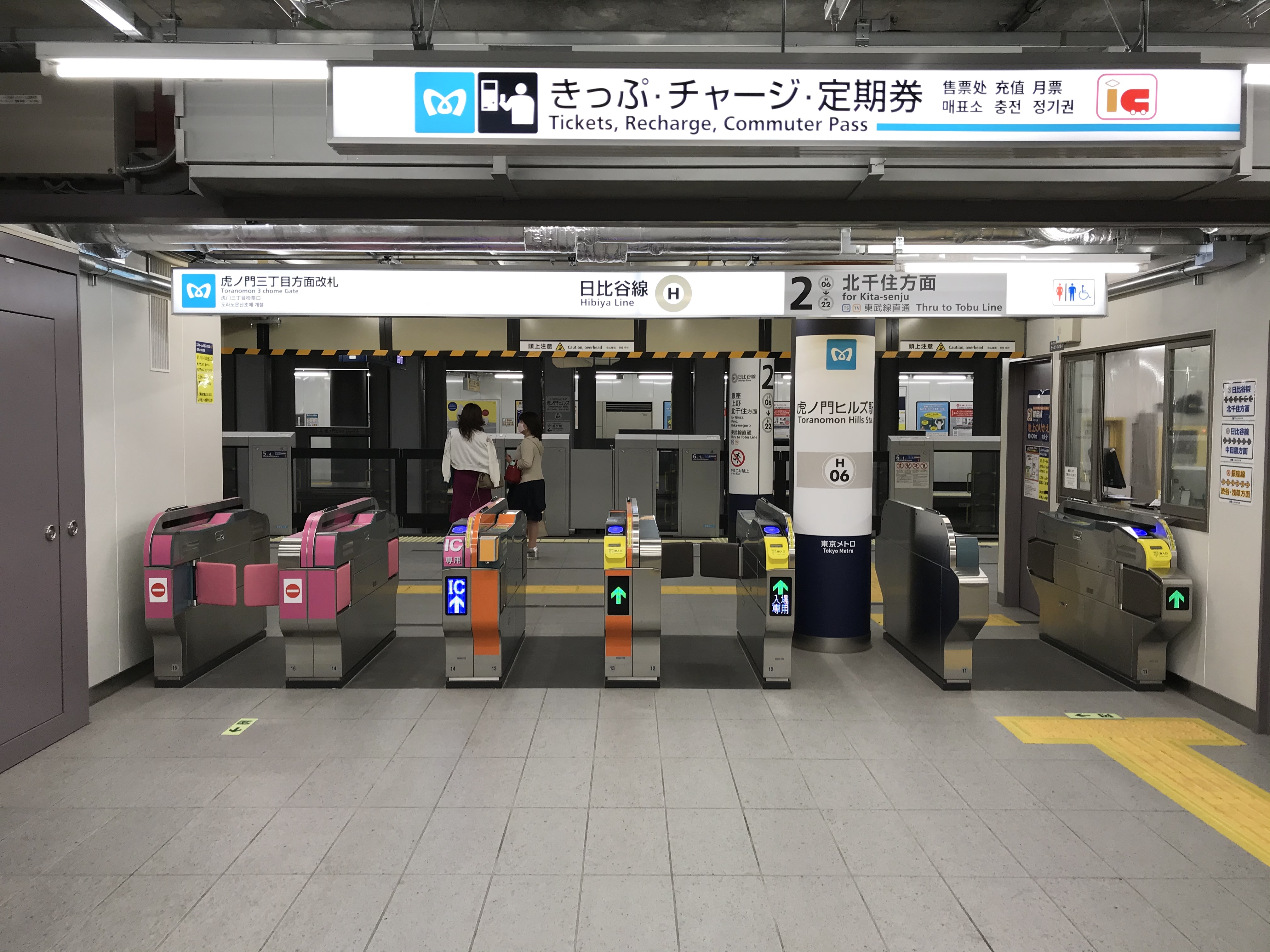
虎之門三丁目方向閘口（2020年6月27日攝）
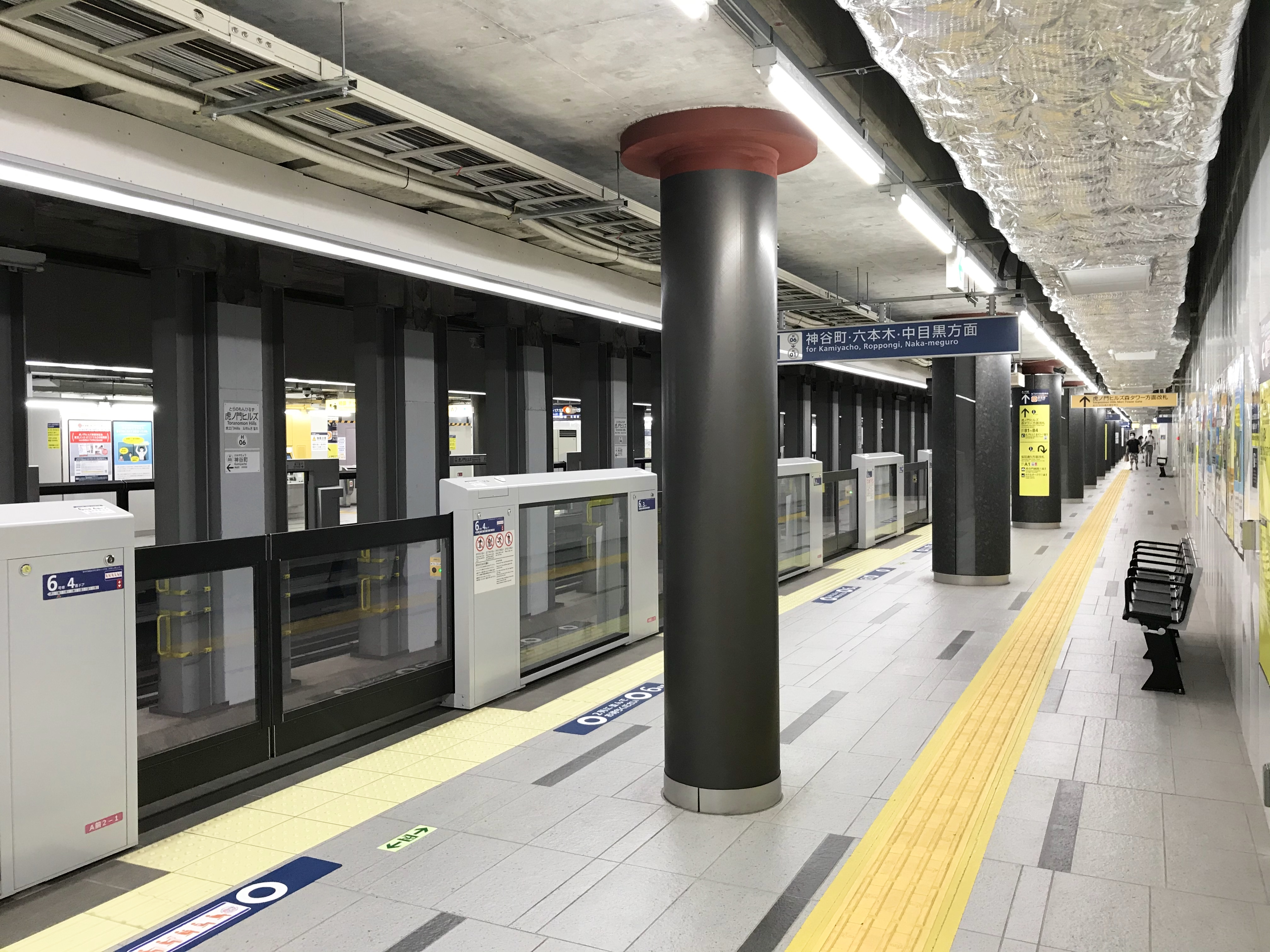
月台（2020年6月27日攝）

## 車站周邊
- 虎之門之丘：與車站直通的摩天大樓。[1]

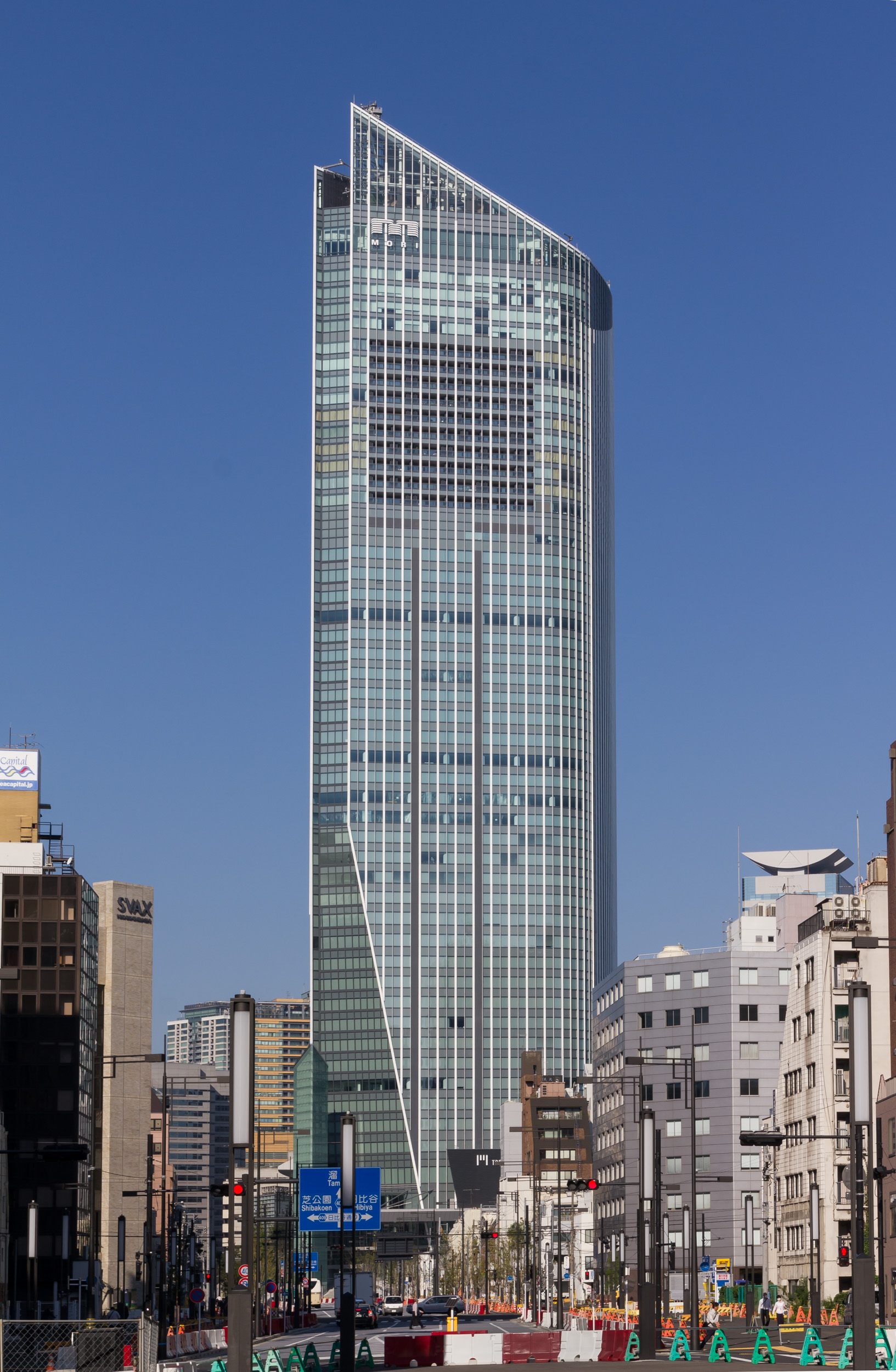
與車站直連的虎之門之丘

- 銀座線虎之門站：以地下連通道連接，徒步約7分鐘。[1]
- 東京BRT：連接2020年東京奧運、帕運會場的巴士快速交通系统[16][17]。

## 相鄰車站
東京地下鐵
 日比谷線
神谷町（H 05）－虎之門Hills（H 06）－霞關（H 07）

## 外部連結
- 虎之門Hills/H06 | 路線・車站資訊 | 東京地下鐵